# Targowisko próżności

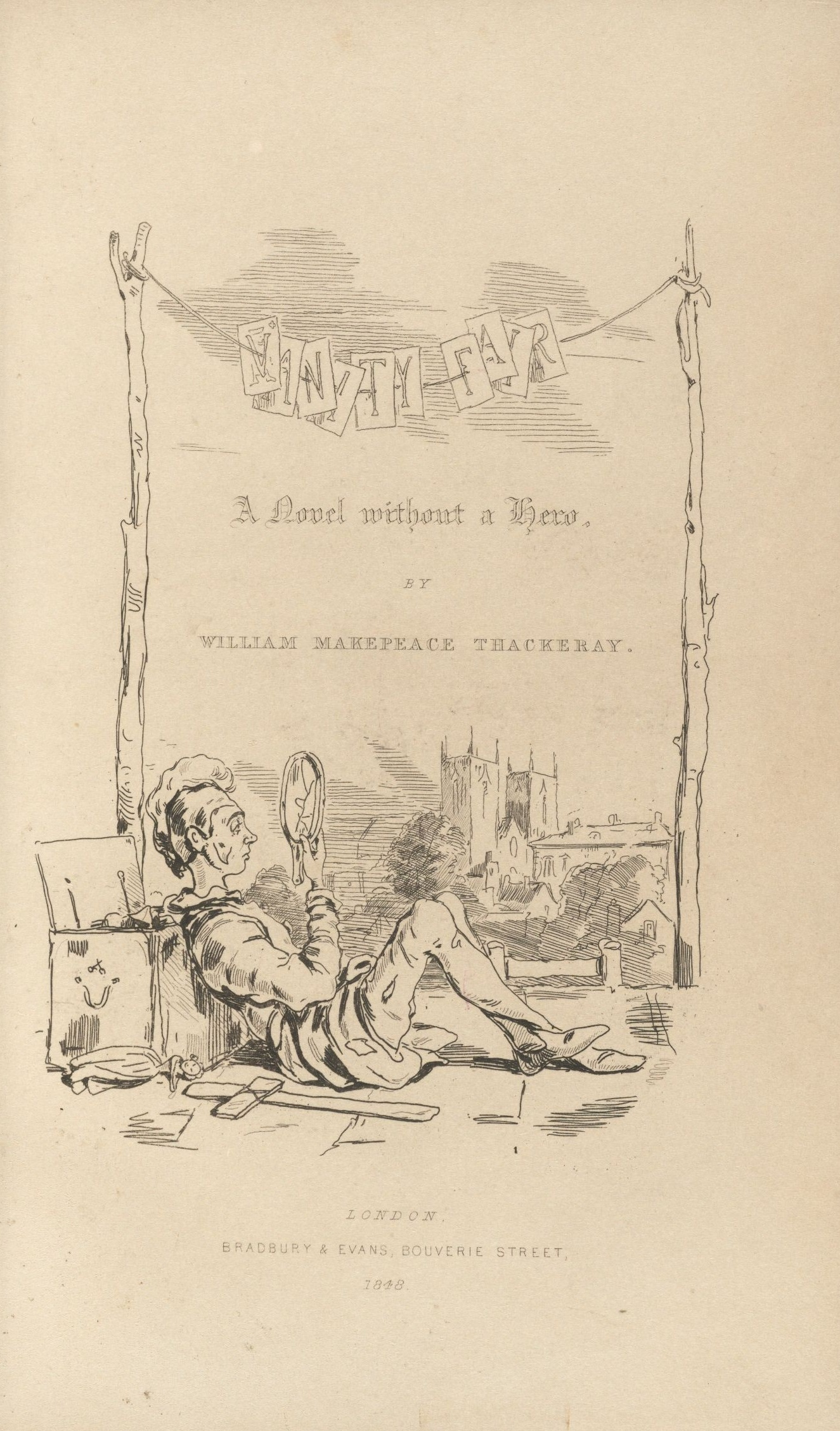
Okładka Targowiska próżności z ilustracją autora

Targowisko próżności: powieść bez bohatera (ang. Vanity Fair: A Novel without a Hero) – powieść Williama Makepeace’a Thackeraya, wydana w 1847. Powieść jest satyrą angielskiego społeczeństwa początku XIX wieku. Była wielokrotnie ekranizowana. Pierwszym wydaniom towarzyszyły ilustracje autora.
Oryginalny tytuł Vanity Fair autor zaczerpnął z alegorycznej opowieści Johna Bunyana Wędrówka pielgrzyma (ang. The Pilgrim’s Progress) z 1678 roku. Sam Thackeray w swojej powieści napisał:
Atoli weźmy pod uwagę, że nasza powieść nosi tytuł „Targowisko próżności”, a targowisko próżności to bardzo podejrzany rynek, pełen fałszu, obłudy, kłamstwa i szacunku dla pozorów. Moralista, który widnieje na okładce (wierna podobizna twojego uniżonego sługi, szanowny czytelniku), nie nosi kapłańskiej togi, lecz strój właściwy osobom swojego stanu. Atoli człowiek powinien mówić prawdę taką, jaka jest mu wiadoma, bez względu na fakt, czy głowę mu okrywa czapka z dzwoneczkami, czy szerokoskrzydły pastorski kapelusz, a takie przedsięwzięcie stwarza konieczność niepomijania wielu spraw przykrych.

## Fabuła

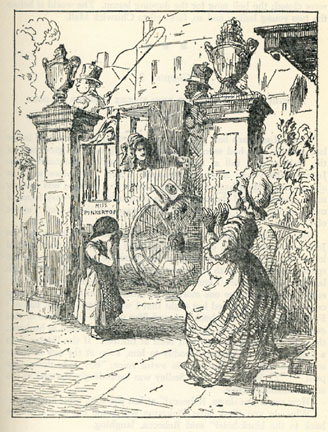
Ilustracja W.M. Thackeraya do rozdziału 1. Rebecca Sharp wyrzuca przez okno Słownik, ofiarowany jej przez Jemimę Pinkerton

Akcja powieści rozpoczyna się na Chiswick, w pensji panien Pinkerton, na początku XIX wieku. Pensję opuszczają jej dwie wychowanki: Amelia Sedley, córka zamożnego kupca i Rebecca (Becky) Sharp, córka malarza i francuskiej baletnicy. Pierwsza z nich, utalentowana, lubiana przez szkolne koleżanki, urodziwa i dobra, nieco sentymentalna, naiwna i prostolinijna, żegnana jest pochwalnym listem dla rodziców i podarunkiem w postaci Słownika doktora Samuela Johnsona. Druga była tylko bezpłatną praktykantką, a zatem (zdaniem panny Pinkerton) dość już dostała i stanowczo mogła się obejść bez zaszczytnego obdarowania „Słownikiem” na pożegnanie. Mimo to, młodsza panna Pinkerton na odchodnym wręczyła jej ukradkiem ów Słownik, który następnie Becky ostentacyjnie wyrzuciła przez okno. Była szczęśliwa z powodu opuszczenia pensji i odzyskania upragnionej wolności.
Amelia i Rebecca jechały do Russell Square w Londynie, gdzie mieszkała rodzina Sedleyów. Panna Sharp miała spędzić u przyjaciółki kilka dni, a następnie objąć posadę guwernantki w arystokratycznej rodzinie. Na Russel Square poznała kapitana George’a Osborne’a, z którym Amelia była od lat zaręczona oraz jej brata – Josepha, pracownika Kompanii Wschodnioindyjskiej i poborcę w Boggley Wollah. Sprytna Rebecca chciała zdobyć serce Josa i za wszelką cenę starała się go oczarować, podobnie jak i pozostałych członków rodziny. Choć była przekonana o swoim sukcesie, jej pobyt zakończył się niemile – podczas wycieczki do Vauxhall Joseph upił się i ośmieszył i w efekcie stracił chęć do zalotów. Becky wyjechała więc od Sedleyów do Queen’s Crawley, gdzie miała zostać nauczycielką dwóch córek sir Pitta Crawleya.

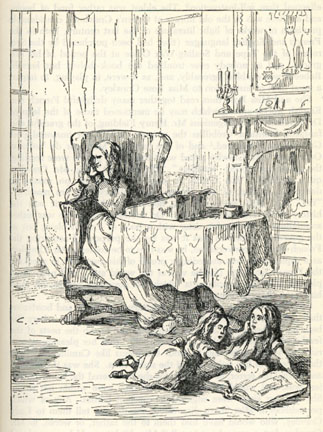
Ilustracja W.M. Thackeraya do rozdziału 10. Rebecca Sharp nauczająca panny Crawley

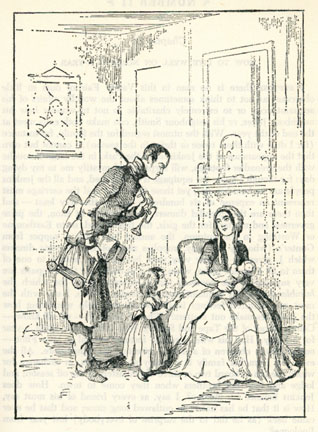
Ilustracja W.M. Thackeraya do rozdziału 35. William Dobbin przynosi zabawki małemu George’owi, trzymanemu przez Amelię

Dzięki własnej przebiegłości i wyrachowaniu dziewczyna szybko zdobyła sympatię chlebodawcy, który po śmierci swojej drugiej żony oświadczył się młodej nauczycielce. Rebecca odmówiła jednak, gdyż wcześniej poślubiła jego syna, Rawdona Crawleya.
Niezwykle bogata siostra sir Pitta, panna Crawley, była źródłem konfliktu między członkami rodziny. Wszyscy bowiem pragnęli odziedziczyć jej fortunę i w tym celu za wszelką cenę starali jej się przypodobać, także Becky. Ulubieńcem panny Crawley był Rawdon Crawley, jednak gdy dowiedziała się o popełnionym przez niego mezaliansie, cały majątek przepisała na jego brata Pitta oraz jego żonę, lady Jane. Rawdon i Becky próbowali odzyskać względy ciotki, ponieważ sami pozbawieni byli środków do życia. Marta Crawley, wiedząc o wcześniejszej sympatii starszej panny do Rawdona i jego świeżo poślubionej małżonki, postanowiła zapobieć ich pogodzeniu i zajęła się szwagierką w trakcie jej choroby, równocześnie przypominając jej o występkach bratanka i o mezaliansie. Marta była jednak zbyt despotyczna, a jej misterny plan odzyskania względów ciotki dla swojej rodziny pokrzyżował wypadek męża, Bute’a, z powodu którego musiała opuścić pannę Crawley.
W międzyczasie John Sedley został zupełnie zrujnowany finansowo i wraz z żoną i córką zostali zmuszeni do przeprowadzki. John Osborne, ojciec narzeczonego Amelii, zabronił dalszych kontaktów między obojgiem, co spowodowało ogromne cierpienia dziewczyny. Rozpamiętywała minioną przeszłość i szczęście, które było jej udziałem. William Dobbin, wierny przyjaciel George’a Osborne’a, odszukał Amelię i jej rodzinę i choć sam był zakochany w dziewczynie, dopomógł w doprowadzeniu do ślubu. George’owi pochlebiało i wzruszało go oddanie dziewczyny i był również zdania, iż jest jednym z najszlachetniejszych śmiertelników i że decydując się na to małżeństwo, robi niesłychane poświęcenie. Ojciec George’a trwał przy swoim zakazie, co jeszcze bardziej skłaniało młodzieńca do zrobienia na przekór. Młoda para wzięła po cichu ślub i wyjechała do Brighton, gdzie na nich oraz spotkanych tam Crawleyów (Rawdona i Rebeccę) spadła wiadomość o wymarszu armii, w której służył George, Rawdon i Dobbin, do Belgii.
Amelia i George dołączyli do jego pułku, a następnie wraz z Josem i innymi oficerami pojechali pod Waterloo. Żołnierze dobrze się bawili, George flirtował z Rebeccą, a jego żona czuła się coraz bardziej nieszczęśliwa i samotna. Pułk wyruszył na bitwę z Napoleonem, zostawiając Amelię w rozpaczy po rozstaniu z mężem. Podczas spotkania z dawną przyjaciółką, Rebeccą, robiła jej wyrzuty i miała pretenesje o próbę odebrania jej ukochanego męża. George zginął podczas bitwy. Becky i Rawdon wyjechali do Paryża, gdzie urodził się ich syn, Rawdon, którym niewiele interesowała się jego matka. Także Amelia urodziła syna, również nazwanego imieniem ojca. Wróciła do domu rodziców, gdzie często odwiedzał ją Dobbin, chrzestny małego George’a. Crawleyowie wrócili z Paryża i zamieszkali w Anglii, żyjąc dostatnio przy rocznym dochodzie równym zero. Żyli dobrze się bawiąc, nikomu nie płacąc i powiększając swoje długi. Amelia z synem i rodzicami żyła bardzo ubogo, otrzymując jedynie pensję wdowią oraz pomoc od Dobbina. Gdy George miał już kilka lat, stary Osborne, który nie utrzymywał żadnych kontaktów z wdową po jego synie i wnukiem, zaproponował, że przejmie opiekę nad chłopcem, zabierze go do siebie i uczyni dziedzicem. Zmuszona przez złą sytuację finansową rodziny, Amelia z bólem serca oddała na wychowanie Osborne’om swojego ukochanego jedynaka.
Tymczasem Pitt objął rządy w Queen’s Crawley po wypadku, jakiemu uległ jego ojciec i po którym nie odzyskał już władz umysłowych. Sprytna Becky przyjechała na pogrzeb sir Pitta i pozyskała względy zarówno młodego sir Pitta, jak i jego małżonki i rodziny; zacieśniała także swoją znajomość z lordem Steynem. Starała się za wszelką cenę zdobyć wysoką pozycję towarzyską i udało jej się nawet zostać przedstawioną na dworze królewskim.

## Bohaterowie
Rebecca (Becky) Sharp później Rebecca Crawley – córka malarza i baletnicy. Jej matka umarła wcześnie, a skłonny do pijaństwa ojciec oddał dziewczynę pod opiekę panny Pinkerton i wkrótce umarł. Mając siedemnaście lat, przybyła do Chiswick, gdzie mogła mieszkać i uczyć się w zamian za lekcje francuskiego, którym świetnie władała dzięki matce-Francuzce. Nie znosiła pensji z jej rygorem i sztywnym planem dnia. Przez kilka lat pobytu w szkole nie zaprzyjaźniła się nikim oprócz Amelii Sedley. Była bowiem osobą niechętną do pomocy innym, przebiegłą, sprytną i złośliwą, a przy tym bardzo inteligentną. Niezwykle dobrze potrafiła udawać, choćby przywiązanie do Amelii. Gdy panna Pinkerton chciała ją zmusić do uczenia dzieci muzyki, panna Sharp wybuchnęła złością i odmówiła, po czym zaproponowała, że odejdzie z pensji.
Była świadoma, że wszystko, co chciała osiągnąć, mogła uzyskać tylko dzięki własnemu sprytowi i rozumowi. Myślała: Cóż, przekonamy się, czy spryt nie da mi kiedyś zaszczytów i majątku. Czy w swoim czasie nie zdołam pokazać miłej pannie Amelii, na czym polega moja prawdziwa wyższość? Trudno nawet powiedzieć, bym nie lubiła biednej, poczciwej Amelci. Któż mógłby żywić niechęć do tak prostej, nieszkodliwej istoty? Ale piękny to będzie dzień, gdy osiągnę wyższą od niej pozycję w świecie, co mi się chyba słusznie należy. Przez narratora wielokrotnie nazywana awanturnicą.
Amelia Sedley później Amelia Osborne – córka zamożnego londyńskiego kupca, dziewczyna utalentowana i urodziwa. Osoba naiwna, prostolinijna i ufna, obdarzona czułym sercem i bezgranicznie przywiązana do narzeczonego (a później męża) George’a Osborne’a.
Joseph Sedley – brat Amelii, starszy od niej o 12 lat. Pracownik Kompanii Indii Wschodnich i poborca w Boggley Wollah, otyły i niezwykle próżny.
John Sedley – ojciec Amelii i Josepha, zamożny kupiec. To jemu Osborne-ojciec zawdzięczał swój majątek.
William Dobbin – syn właściciela sklepu mydlarsko-spożywczego, w szkole doktora Swishtaila obiekt docinków i drwin. Podczas bójki wyratował z opresji George’a Osborne’a, którego zaczął uważać za najlepszego przyjaciela. Później obaj służyli razem w pułku. Od pierwszego wrażenia zakochany w Amelii, przyczynił się do doprowadzenia do ślubu Amelii z George’em. Był jej zawsze wierny, stawał w jej obronie i służył pomocą.
John Osborne – ojciec George’a i dwóch córek. Swoje bogactwo zawdzięczał Johnowi Sedleyowi, o czym szybko zapomniał, gdy jego dobroczyńca zbankrutował. Zabronił kontaktów między Amelią a jego synem, pogardzał Sedleyami.
George Osborne – syn Johna Osborne’a, bogaty, samolubny, przesadnie pewny siebie. Wkrótce po ślubie z Amelią flirtuje z Rebeccą. Zginął pod Waterloo.
sir Pitt Crawley – baronet, z pierwszego małżeństwa miał dwóch synów: Pitta i Rawdona, z drugiego – dwie córki. Skąpy, samolubny i kłótliwy, przekładał towarzystwo farmerów nad arystokrację. Oto człowiek, co nie umie poprawnie pisać i nigdy nic nie czyta; co z chłopską chytrością łączy wulgarne obyczaje, a za jedyny cel w życiu ma kruczki prawne, co lubi i ceni tylko brzydotę, zgniliznę, plugastwo. A mimo to posiada stanowisko, zaszczyty, nawet pewną władzę. Jest dygnitarzem w hrabstwie i filarem państwa.
Bute Crawley – brat sir Pitta, proboszcz parafii Crawley i Snailby.
Pitt Crawley – najstarszy syn sir Pitta, surowy, wymagający, pobożny. Po nieudanych próbach zrobienia kariery dyplomatycznej osiada na wsi.
Rawdon Crawley – młodszy syn sir Pitta, później mąż Rebeki Sharp.
Rose Crawley – druga żona sir Pitta, osoba cicha, pozbawiona charakteru, apatyczna. Matka Rose i Violetty, których kształceniem zajmowała się Rebecca jako guwernantka.
Matylda Crawley – niezamężna siostra sir Pitta, niezwykle bogata, która swój majątek odziedziczyła po matce. Zamierzała zapisać go w połowie Rawdownowi, a w połowie dzieciom Bute’a. Po jego ślubie z Rebeccą zmieniła zdanie i ofiarowała go Pittowi i jego żonie.

## Ekranizacje
Filmy:
- Vanity Fair – film z roku 1911 produkcji amerykańskiej w reżyserii Charlesa Kenta
- Vanity Fair – film z roku 1915 produkcji amerykańskiej w reżyserii Charlesa Brabina oraz Eugene’a Nowlanda
- Nieroby (The Idle Class lub Vanity Fair) – film z roku 1921 produkcji amerykańskiej w reżyserii Charlesa Chaplina
- Vanity Fair – film z roku 1922 produkcji brytyjskiej w reżyserii W. Courtneya Rowdena
- Vanity Fair – film z roku 1923 produkcji amerykańskiej w reżyserii Hugona Ballina
- Vanity Fair – film z roku 1932 produkcji amerykańskiej w reżyserii Chestera M. Franklina
- Becky Sharp – film z roku 1935 produkcji amerykańskiej w reżyserii Roubena Mamouliana
- Vanity Fair. Targowisko próżności (Vanity Fair) – film z 2004 produkcji amerykańsko-brytyjskiej w reżyserii Miry Nair

Seriale:
- Vanity Fair – serial z roku 1967 produkcji brytyjskiej w reżyserii Davida Gilesa
- Vanity Fair – serial z roku 1987 produkcji brytyjskiej w reżyserii Diarmuida Lawrence’a i Michaela Owena Morrisa
- Targowisko próżności (serial telewizyjny) (Vanity Fair) – serial z roku 1998 produkcji amerykańsko-brytyjskiej w reżyserii Marca Mundena
- Targowisko próżności serial z roku 2018 – serial Amazon i ITV

## Polskie przekłady
Istnieją dwa tłumaczenia na język polski. Starsze, Brunona Dobrowolskiego, z 1876 roku (Lwów), wznowiono w 1950 i 2005 roku. Nowsze, Tadeusza Jana Dehnela, z 1960 roku, wznawiano co najmniej sześciokrotnie, ostatnio w 2016 roku.